# Fulfillingness' First Finale
Fulfillingness' First Finale is het zeventiende album van Stevie Wonder. Het werd op 22 juli 1974 door Tamla Records uitgebracht. Het album wordt veelal beschouwd als een van de albums uit zijn 'klassieke periode'. Hij werkte voor de laatste keer samen met Malcolm Cecil en Robert Margouleff (van Tonto's Expanding Head Band). De albumhoes werd ontworpen door Ira Tucker, Jr., een broer van Lynda Laurence en Sundray Tucker, die beiden als achtergrondzangeressen in de band van Wonder zaten. De hoes is gemaakt door Bob Gleason.
Het album was in commercieel opzicht een succes. Er werden meer dan een miljoen exemplaren van verkocht. Wonder bereikte met Fulfillingness' First Finale de eerste plaats in de Amerikaanse en vijfde plaats in de Britse hitlijst. Ook door recensenten en muziekjournalisten werd het gunstig ontvangen. Het album werd bekroond met drie Grammy Awards (waarvan een voor "Boogie on Reggae Woman"). Ken Emerson beschreef in september 1974 in zijn recensie voor Rolling Stone de plaat als een album met minder spanning dan Wonders twee voorgaande albums (Talking Book en Innervisions): 

The album aims at relaxed enjoyment; it's not something to get hot and bothered about.
— Ken Emerson in Rolling Stone (1974)

 Het album werd door John Lewis beschreven in het boek 1001 Albums You Must Hear Before You Die.
De liedjes "You Haven't Done Nothin'" en "Boogie on Reggae Woman" werden achtereenvolgens door Tamla Records als singles uitgegeven.

## Tracklist
| Nr. | Titel                                 | Schrijver(s)  | Duur |
| --- | ------------------------------------- | ------------- | ---- |
| 1.  | Smile Please                          | Stevie Wonder | 3:27 |
| 2.  | Heaven Is 10 Zillion Light Years Away | Wonder        | 5:01 |
| 3.  | Too Shy to Say                        | Wonder        | 3:28 |
| 4.  | Boogie on Reggae Woman                | Wonder        | 4:55 |
| 5.  | Creepin'                              | Wonder        | 4:19 |

| 1.                 | You Haven't Done Nothin' | Wonder                | 3:20 |
| 2.                 | It Ain't No Use          | Wonder                | 3:57 |
| 3.                 | They Won't Go When I Go  | Wonder, Yvonne Wright | 5:54 |
| 4.                 | Bird of Beauty           | Wonder                | 3:45 |
| 5.                 | Please Don't Go          | Wonder                | 4:04 |
| Totale duur: 42:33 |                          |                       |      |

## Musici
Naast de multi-instrumentalist Wonder werkten de volgende musici mee:
"Smile Please"
- Michael Sembello - gitaar
- Bobbye Hall - conga's, bongo's
- Denise Williams - achtergrondzang
- Jim Gilstrapp - achtergrondzang
- Reggie McBride - basgitaar

"Heaven Is 10 Zillion Light Years Away"
- Larry Latimer - achtergrondzang
- Paul Anka - achtergrondzang
- Shirley Brewer - achtergrondzang
- Syreeta Wright - achtergrondzang

"Too Shy to Say"
- James Jamerson - contrabas
- Pete Kleinow - steelgitaar

"Boogie on Reggae Woman"
- Rocky - conga's

"Creepin'"
- Minnie Riperton - achtergrondzang

"You Haven't Done Nothin'"
- The Jackson 5 - achtergrondzang
- Reggie McBride - basgitaar

"It Ain't No Use"
- Denise Williams - achtergrondzang
- Lani Groves - achtergrondzang
- Minnie Riperton - achtergrondzang

"Bird of Beauty"
- Denise Williams - achtergrondzang
- Lani Groves - achtergrondzang
- Shirley Brewer - achtergrondzang
- Bobbye Hall - drums, percussie

"Please Don't Go"
- Michael Sembello - gitaar
- Denise Williams - achtergrondzang
- The Persuasions - achtergrondzang
- Shirley Brewer - achtergrondzang

## Hitnoteringen

### UK Albums Chart
| Hitnotering in de UK Albums Chart: | Hitnotering in de UK Albums Chart: | Hitnotering in de UK Albums Chart: | Hitnotering in de UK Albums Chart: | Hitnotering in de UK Albums Chart: | Hitnotering in de UK Albums Chart: | Hitnotering in de UK Albums Chart: | Hitnotering in de UK Albums Chart: | Hitnotering in de UK Albums Chart: | Hitnotering in de UK Albums Chart: | Hitnotering in de UK Albums Chart: | Hitnotering in de UK Albums Chart: | Hitnotering in de UK Albums Chart: | Hitnotering in de UK Albums Chart: | Hitnotering in de UK Albums Chart: | Hitnotering in de UK Albums Chart: | Hitnotering in de UK Albums Chart: | Hitnotering in de UK Albums Chart: |
| Week:                              | 1                                  | 2                                  | 3                                  | 4                                  | 5                                  | 6                                  | 7                                  | 8                                  | 9                                  | 10                                 | 11                                 | 12                                 | 13                                 | 14                                 | 15                                 | 16                                 | 17                                 |
| ---------------------------------- | ---------------------------------- | ---------------------------------- | ---------------------------------- | ---------------------------------- | ---------------------------------- | ---------------------------------- | ---------------------------------- | ---------------------------------- | ---------------------------------- | ---------------------------------- | ---------------------------------- | ---------------------------------- | ---------------------------------- | ---------------------------------- | ---------------------------------- | ---------------------------------- | ---------------------------------- |
| Positie:                           | 5                                  | 5                                  | 5                                  | 10                                 | 14                                 | 25                                 | 15                                 | 29                                 | 23                                 | 35                                 | 23                                 | 43                                 | 47                                 | 47                                 | 29                                 | 36                                 | uit                                |